# Stenopogon inquinatus
Stenopogon inquinatus är en tvåvingeart som beskrevs av Friedrich Hermann Loew 1866. Stenopogon inquinatus ingår i släktet Stenopogon och familjen rovflugor. Inga underarter finns listade i Catalogue of Life.